# Șimand
Șimand (in ungherese Simánd) è un comune della Romania di 4 372 abitanti, ubicato nel distretto di Arad, nella regione storica della Transilvania.
L'esistenza di Șimand risulta documentata dal 1290, tuttavia le origini appaiono molto più antiche: infatti, nella località denominata Grozdoaia è stata ritrovata una necropoli riferibile al popolo dei Sarmati e datata tra il I secolo a.C. e il I secolo d.C.